# Крихацький Володимир Гаврилович
Володимир Гаврилович Крихацький (8 червня 1877, Одеса — 18 квітня 1942, Одеса) — український художник і музикант.  Автор творів на українську тематику. Помер у румунській Одесі.

## Життєпис
Володимир Крихацький народився 8 червня 1877 в Одесі в родині Гавриїла Крихацького, залізничного службовця.  
З 1896 по 1902 навчався на фізико-математичному факультеті Новоросійського університету, після чого кілька років працював на митниці. 
Мистецьку освіту здобув у приватній художній школі М. Манилама, потім, з 1897 навчався в Одеській художній школі.  
У різний час Володимир Крихацький брав уроки в одеських художників Головкова, Турцевича, Нааке. 
У 1910 — 1917 брав участь у весняних виставках в Катеринославі (нині Дніпро), Єлисаветграді (нині Кропивницький), Києві, Миколаєві.  
У 1913 — 1914 брав участь в одеських весняних художніх виставках.  
З 1913 по 1920 був членом товариства південних художників, а також товариства «Об'єднаних», членом правління товариства «Незалежних».  
З 1925 перебував у художньому товаристві імені Киріака Костанді. 
Крихацький писав в основному пейзажі.    
У 1939 — 1940 Володимир Крихацький працював у Одеських художньо-скульптурних майстернях. Близько 50 своїх робіт виставив на першій і другій звітній виставках майстерень.  
У 1941 Одеське обласне управління у справах мистецтв готувалося до проведення персональної виставки Крихацького, проте війна перешкодила проведенню виставки. 
Володимир Крихацький також професійно грав на гітарі, чому вчився у батька. Згодом, навчався у грека Хадумогли, який приїхав з Константинополя і організував у Одесі оркестр народних інструментів.  
Вплив на Крихацького, як музиканта, зробили гітарист-віртуоз Гольдберг, що приїжджав до Одеси у 1890, і барон Георгій Клодт, учень Деккер-Шенка, що переїхав у 1903 з Петербурга до Одеси.  
Крихацький два роки грав у дуеті з педагогом, а після смерті Клодта у 1905 організував гурток гітаристів — першу одеську гітарну школу. 
Володимир Крихацький помер 18 квітня 1942 року в Одесі у віці 65 років. 
Роботи художника знаходяться в Одеському художньому музеї, в музейних і приватних колекціях України. 

## Галерея

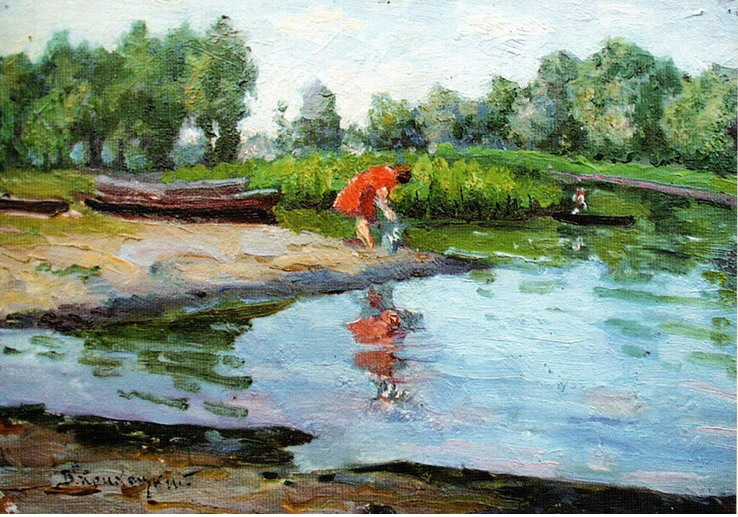
Дівчинка на річці
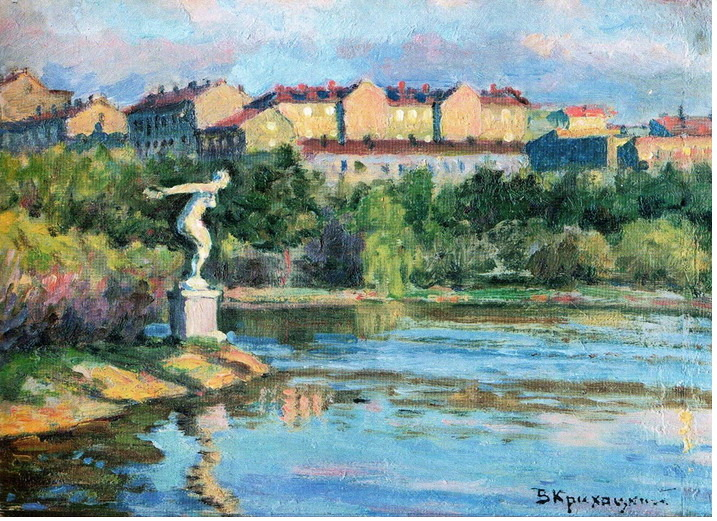
Дюковський сад
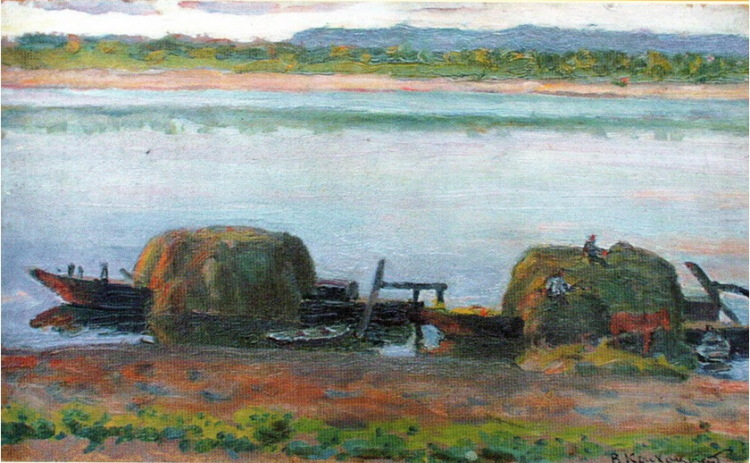
На Волзі
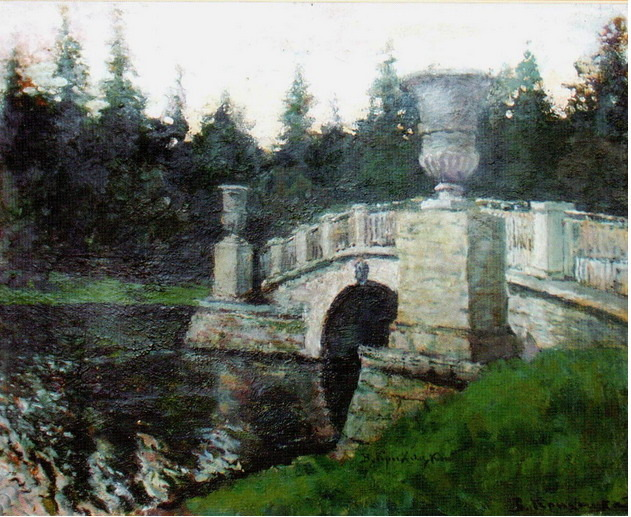
Старий парк
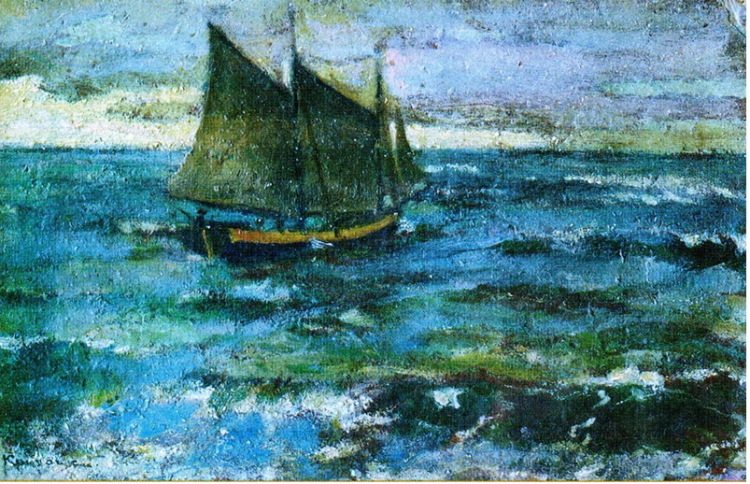
шаланди